# Pitikantia
Pitikantia — вимерлий рід родини Palorchestidae. Рід містить такі види: Pitikantia dailyi. Скам'янілості виявлено в Австралії (1 колекція).